# Mala IF
Mala IF är en fotbollsklubb i Mala, Hässleholms kommun i norra Skåne.
Klubben startades år 1948 som Mala BTK och var då en bordtennisklubb. År 1949 omvandlades klubben till en fotbollsklubb och bytte då namn till Mala IF. Bland de spelare som inlett sina karriärer i Mala finns Bo Augustsson och Jörgen Augustsson.
Laget spelar säsongen 2019 i Division 5 Skåne Nordöstra.
Mala har tillgång till 2 naturgräsplaner.

## Kända spelare som har spelat för Mala IF
- Bo Augustsson
- Jörgen Augustsson

## Arrangemang

### Mala Loppmarknad
Mala loppmarknad startades 1974. Loppmarknaden är en gång om året och det är inne på Mala IF:s område loppisen håller hus. Mala loppmarknad bjuder på gratis parkering och gratis inträde. På loppisen finns det även auktion.

### Mala-cupen
Mala-cupen är en "five a side" cup, inomhus. Mala cupen spelas inne i qpoolen i Hässleholm. Cupen är en heldagscup. Cupen spelas en gång om året och brukar läggas tidigt i februari månad.

## Källa och externa länkar
- Officiell webbsida